# 2-ブトキシエタノール
2-ブトキシエタノール (2-Butoxyethanol) は、化学式 BuOC2H4OH (Bu = CH3CH2CH2CH2) で表される有機化合物である。無色の液体で、グリコールエーテル類に属するため、甘いエーテルのような匂いがあり、エチレングリコールのブチルエーテルである。界面活作用があるので、比較的不揮発性で安価な溶剤として、多くの家庭用および工業製品に使用されている。 呼吸器を刺激することが知られていて、急性毒性を示す可能性があるが、動物実験では変異原性は認められておらず、ヒトに対する発がん性物質であることを示唆する研究はない。ポルトガルで実施された 13の教室の大気汚染物質の研究は、鼻づまり率の増加と統計的に有意な関連を報告した。また、この研究は、肥満喘息のリスクが高く、子供の BMIが増加する統計的有意性のレベルを下回る正の相関も報告した
。 

## 製造
2-ブトキシエタノールは通常、触媒の存在下でのブタノールとエチレンオキシドのエトキシル化反応:
C2H4O  +  C4H9OH   →   C4H9OC2H4OH
またはブタノールと2-クロロエタノールのエーテル化の 2つのプロセスで得られる。実験室では、三塩化ホウ素で 2-プロピル-1,3-ジオキソランの開環を行うことにより得られる。多くの場合、Parr (メーカー名) 反応器でエチレングリコールとブチルアルデヒドをパラジウム炭素と組み合わせることによって工業的に製造される。
2006年、ヨーロッパでのブチルグリコールエーテルの生産量は 181キロトンで、そのうち約 50% (90 kt/a）が 2-ブトキシエタノールであった。世界の生産量は 200 - 500 kt/a と推定されており、そのうち 75%が塗料とコーティングで、18%が金属クリーナーと家庭用クリーナーである。アメリカ合衆国では、この化合物は年間 1億ポンド以上も生産されているため、高生産量化学物質 (High Production Volume Chemical)と見なされている
。

## 使用
2-ブトキシエタノールは、適度な界面活性剤特性を持つグリコールエーテルである (相互溶媒 (mutual solvent) として使用できる)。1930年代から使用されているグリコールエーテルは、水溶性物質と疎水性物質の両方を溶解する溶媒である。グリコールエーテルは、アルコールとエーテルの 2つの部分からなる。アルコールの性質に応じて、このクラスの分子は、エチレンとプロピレンに対応する Eシリーズと Pシリーズの 2つのグループに分けることができる。 グリコールエーテルは、溶解性、可燃性、揮発性などの特定の目的のために選択される
。 

### 商業的用途
2-ブトキシエタノールは、塗料や表面コーティング、および洗浄剤やインクの溶剤である。2-ブトキシエタノールを含む製品には次のようなものがある。アクリル樹脂配合物、アスファルト離型剤、消火剤、革保護剤、油流出分散剤、グリース除去剤、写真ストリップ溶液、ホワイトボードクリーナー、液体石鹸、化粧品、ドライ洗浄液、ラッカー、ワニス、除草剤、 ラテックス塗料、エナメル、印刷ペースト、ワニス除去剤、およびシリコーンコーキング。この化合物を含む製品は、建設現場、自動車修理店、印刷所、および滅菌および洗浄製品を製造する施設で一般的に見られる。それは多くの家庭用、商業用および工業用洗浄液の主成分である。分子には非極性と極性の両方の末端があるため、ブトキシエタノールはグリースやオイルなどの極性物質と非極性物質の両方を除去するのに役立つ。また、抗菌剤、消泡剤、安定剤、接着剤などの直接的および間接的な食品添加物として使用することも米国 FDAによって承認されている
。

### 石油工業
2-ブトキシエタノールは、その界面活性剤特性のために、一般的に石油産業向けに生産されている。石油掘削業界では、水圧ベースと油ベースの水圧破砕 (hydraulic fracturing) の両方で、2-ブトキシエタノールは、破砕流体 (fracturing fluid)、掘削安定剤 (drilling stabilizer)、油膜分散剤 (oil slick dispersants) の成分である。液体が油井に送り込まれると、破砕流体は極圧となっていて、2-ブトキシエタノールはその表面張力を下げるために使われる。界面活性剤として、2-ブトキシエタノールは破砕物の油水界面に吸着される。この化合物は、凝固を防ぐことによってガスの放出を促進するためにも使用される。また、より一般的な油井の改修のための原油-水-カップリング溶剤としても使用される。界面活性剤の特性により、2010年メキシコ湾原油流出事故の余波で広く使用された油流出分散剤 Corexit 9527の主成分 (30 - 60 w/w%) である。

## 安全性
2-ブトキシエタノールの急性毒性は低く、ラットのLD50は 2.5g/kgである。米国国家毒性プログラムによる実験室試験では、高濃度 (100 - 500ppm) の 2-ブトキシエタノールへの持続的な曝露のみが動物に副腎腫瘍を引き起こす可能性があることが示されている。米国産業衛生専門家会議（ACGIH) は、2-ブトキシエタノールがげっ歯類で発がん性があると報告している。観察された癌のメカニズムには、ヒトに欠けているげっ歯類の前胃が関与しているため、これらのげっ歯類の試験は、ヒトの発がん性に直接関係していない可能性がある。国際安全衛生センター (OSHA) は発がん性物質として 2-ブトキシエタノールを規制していない。Manzが実施した研究では、2-ブトキシエタノールが頁岩に浸透することは示されていない
。

### 廃棄と分解
2-ブトキシエタノールは焼却処分できる。半導体粒子の存在下で廃棄がより速く起こることが示された。2-ブトキシエタノールは通常、空気の存在下で酸素ラジカルと反応することにより、数日以内に分解する。主要な環境汚染物質として認識されておらず、生物蓄積することも知られていない。2-ブトキシエタノールは土壌および水中で生分解し、水生環境での半減期は 1 - 4 週間である。 

### ヒトへの暴露
2-ブトキシエタノールは、最も一般的には、化学物質の皮膚吸収、吸入、または経口摂取を通じて人体系に入る。労働者の暴露の ACGIH しきい値限界値 (TLV）は 20ppmであり、臭気しきい値の 0.4ppmをはるかに上回っている。2-ブトキシエタノールまたは代謝物の 2-ブトキシ酢酸の血中または尿中濃度は、クロマトグラフィー技術を使用して測定できる。米国の従業員のシフト終了時の尿検体では、クレアチニン 1gあたり 200mgの 2-ブトキシ酢酸の生物学的暴露指数が確立されている。2-ブトキシエタノールとその代謝物は、ヒトの男性で約 30時間後に、尿中で検出できないレベルに低下する。

### 動物実験
高レベルの 2-ブトキシエタノールに暴露されたヒト以外の哺乳動物で有害な影響が観察されている。実験用ラットの一種である妊娠中のフィッシャー344ラット、およびニュージーランドの白ウサギをさまざまな用量の 2-ブトキシエタノールに暴露した研究で、発達への影響が見られた。100ppm（483mg/m3）および 200ppm（966mg/m3）の暴露で、骨格欠損のある同腹仔数の統計的に有意な増加が観察された。さらに、2-ブトキシエタノールは、母体の体重、子宮の重量、および総インプラント数の有意な減少と関連していた。2-ブトキシエタノールは哺乳類ではアルコールデヒドロゲナーゼによって代謝される
。
神経学的影響は、2-ブトキシエタノールに暴露された動物でも観察されている。523ppmおよび 867ppmの濃度の 2-ブトキシエタノールに暴露されたフィッシャー344ラットには、協調性の低下が見られる。雄ウサギは、400 ppmの 2-ブトキシエタノールに 2日間暴露した後、運動協調と平衡の喪失を示した
。
飲料水中の 2-ブトキシエタノールに暴露した場合、F344/Nラットと B63F1マウスの両方が負の影響を示した。2種の暴露範囲は、70mg/kg体重/日から 1300mg/kg体重/日であった。両方の種で体重と水の消費量の減少が見られた。ラットでは、赤血球数と胸腺重量が減少し、肝臓、脾臓、骨髄に病変が見られた。 

### カナダにおける規制
カナダ環境省は、1999年カナダ環境保護法 (CEPA）のスケジュール1に 2-ブトキシエタノールを追加することを推奨した。これらの規制の下では、2-ブトキシエタノールを含む製品は特定の濃度未満に希釈される。ユーザーが必要な希釈を行うものだけが、それをラベリング情報に含める必要がある。 

### アメリカ合衆国における規制
2-ブトキシエタノールは、カリフォルニア州で危険物質としてリストされており、州は 8時間の平均空中濃度暴露限度を 25ppmに設定しており、カリフォルニア州では雇用主は従業員が作業するときに通知する必要がある。
2-ブトキシエタノールは、食品医薬品局によって以下の事が承認されている「抗菌剤、消泡剤、安定剤、接着剤の成分として使用するための間接的および直接的な食品添加物」「果物と野菜の洗浄または皮むきを助けるために使用することもできる」および「食品の包装、輸送、および保管に使用することを目的とした物品の構成要素として安全に使用できる」。1994年に国連の特別な毒性表示が必要な物質のリストから削除され、その後米国化学評議会 (American Chemistry Council) からの請願があった後、2004年に米国環境保護庁の有害大気汚染物質のリストから 2-ブトキシエタノールが削除された。通常使用される 2-ブトキシエタノールを含む製品の安全性は、業界団体である米国化学評議会および石鹸洗剤協会 (Soap and Detergent Association) によって擁護されている。 